# Avelãs de Cima
Avelãs de Cima is een plaats (freguesia) in de Portugese gemeente Anadia en telt 2 446 inwoners (2001).